# Dax (nome)
Dax  è un nome proprio di persona inglese maschile.

## Origine e diffusione
Il nome riprende l'omonimo cognome inglese, derivato forse dalla città francese di Dax oppure da Dæcca, un prenome anglosassone dal significato oscuro.
Il nome è diventato particolarmente popolare in Australia per assonanza con il termine dacks, con cui viene indicata la biancheria intima maschile.

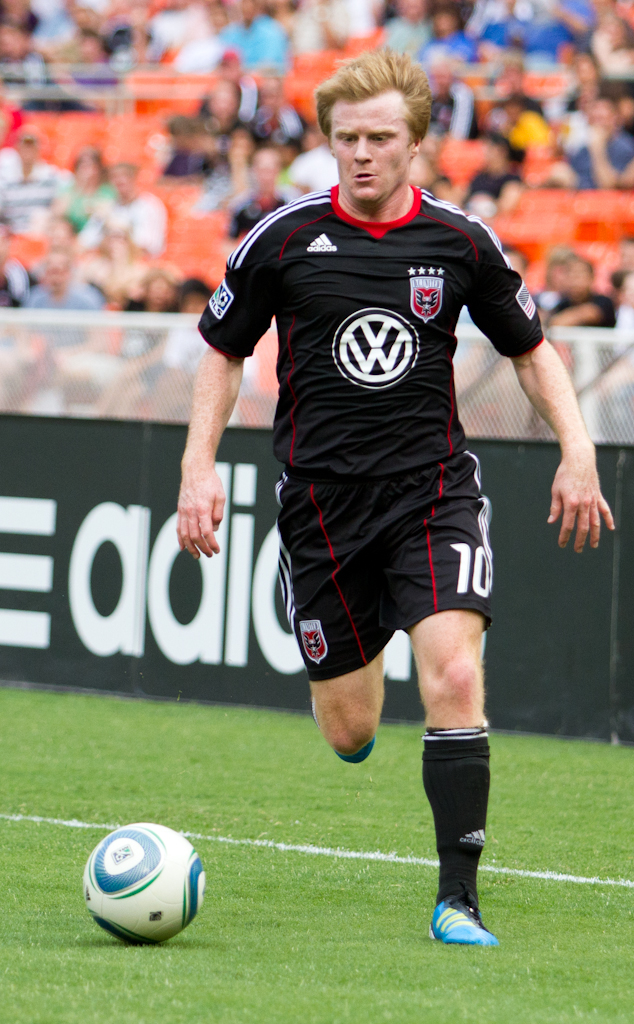
Dax McCarty

## Onomastico
Il nome è adespota e quindi l'onomastico viene festeggiato il 1º novembre, giorno dedicato alla festa di Ognissanti.

## Persone
- Dax McCarty, calciatore statunitense
- Dax Shepard, attore, regista e sceneggiatore statunitense

## Il nome nelle arti
- Dax  è un personaggio della serie televisiva di fantascienza Star Trek - Deep Space Nine[2][4]
- Dax Lo è un personaggio della serie televisiva Power Rangers, interpretato dall'attore Gareth Yuen[5]